# 무기미도
무기미도(Path to Nowhere)는 2022년 10월 27일 중국 개발사 아이스노 게임스(Aisno Games)가 개발하고 배급한 전략 롤플레잉 게임이다.

## 게임플레이
무기미도에서 플레이어는 MBCC(Minos Bureau of Crisis Control) 국장 역할을 맡는다. 플레이어는 시너(Sinner)라는 캐릭터를 제어하고 명령하여 미지의 영역을 발견하고 수많은 불가사의한 사건 뒤에 숨겨진 현실을 밝혀야 한다.
시너스(Sinners)는 변이되고 위험한 죄수 그룹이다. 이들은 정신을 잃었지만 놀라운 능력을 얻었다.

## 접수
포켓 게이머 UK는 평점 90/100을 부여하고 메타크리틱 웹 사이트에서 "무기미도는 대단한 비디오 게임"이라는 의견을 제시한다.